# Поводни
Поводни (лат. Graphoderus) — род жуков-плавунцов подсемейства настоящих плавунцов. Представители встречаются в Голарктике.

## Описание
Жуки среднего размера (10-16 мм). Окраска тела значительно варьирует. У всех видов (кроме Graphoderus liberus) имеются две поперечные черные полосы на переднеспинке. Некоторые виды рода трудноразличимы между собой по внешним признакам.

## Биология
Обитают в прудах, небольших озёрах, болотах. Питаются в основном планктонными мелкими ракообразными, червями, а также личинками и куколками кровососущих комаров. Развитие личинок и куколок происходит с апреля-мая по октябрь, а в некоторые годы также наблюдается второе поколение. Зимуют на стадии имаго под сфагнумом на болотах или в донных отложениях в водоёмах.

## Классификация
Включает следующие виды.
- Graphoderus adamsii (Clark, 1864)
- Graphoderus austriacus (Sturm, 1834)
- Graphoderus bieneri Zimmermann, 1921
- Graphoderus bilineatus (De Geer, 1774)
- Graphoderus cinereus (Linnaeus, 1758)
- Graphoderus elatus Sharp, 1882
- Graphoderus fascicollis (Harris, 1828)
- Graphoderus liberus (Say, 1825)
- Graphoderus manitobensis Wallis, 1933
- Graphoderus occidentalis Horn, 1883
- Graphoderus perplexus Sharp, 1882
- Graphoderus zonatus (Hoppe, 1795)